# 清华大学机械工程学院

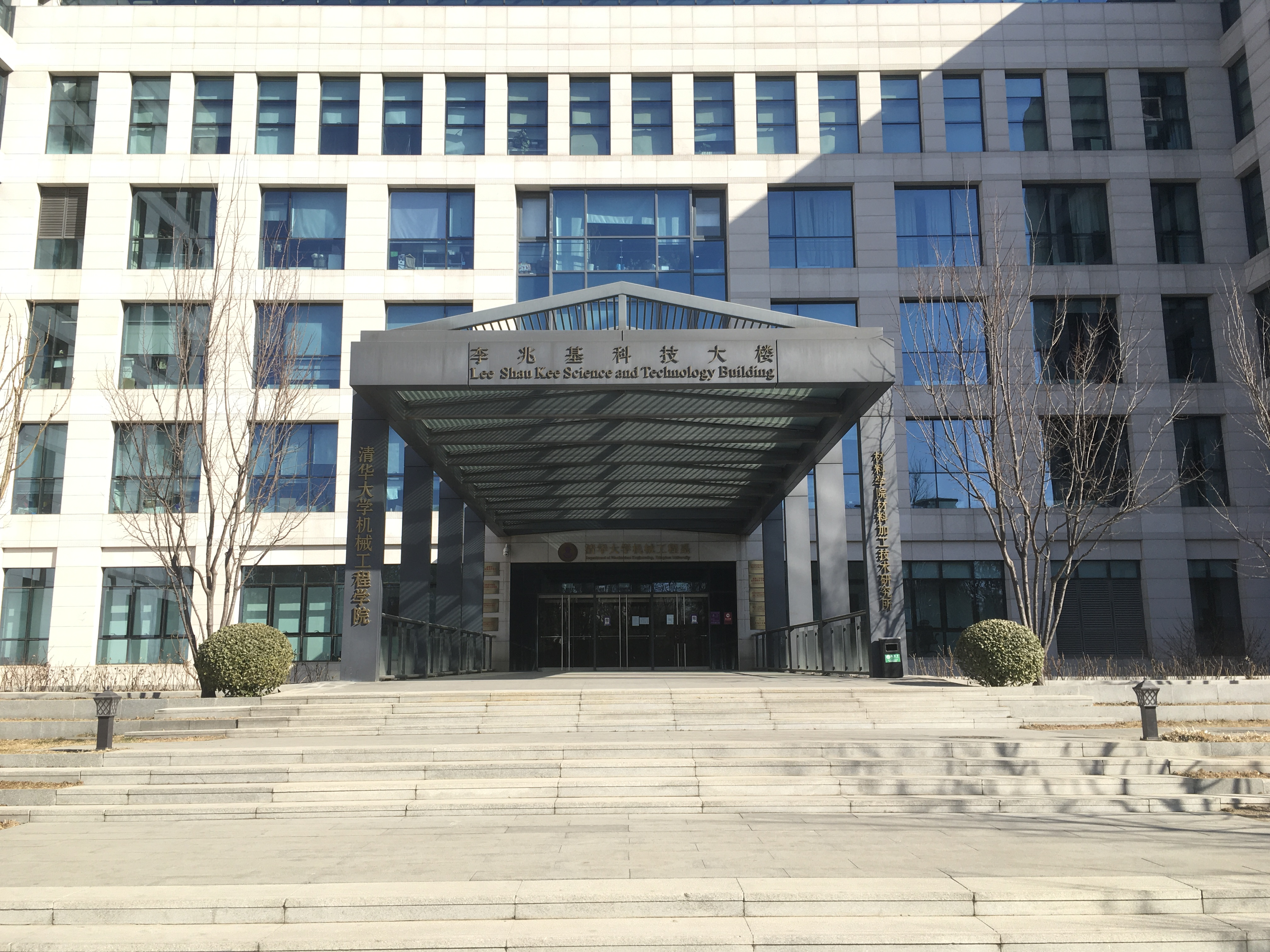
清華大學機械工程學院李兆基科技大樓

清华大学机械工程学院是清华大学的一个学院。机械工程是清华大学早期学科之一，可追溯至1932年。

## 历史
- 1932年，清华大学成立机械工程学系。[1]
- 1952年，院系调整更名为机械制造系，并扩建原动力组为动力机械系。
- 1960年，机械制造系改编为精密仪器及机械系和特种冶金系。动力机械系内建立农机学院。
- 1963年，动力机械系改名为动力与农机系。
- 1977年，冶金系改名为机械工程系。
- 1978年，成立热能汽车工程系。
- 1980年，空调专业并入热能汽车工程系。
- 80年代初，精密仪器及机械系改名为精密仪器与机械学系。
- 1988年，热能汽车工程系分为热能工程系和汽车工程系。
- 1996年1月，由精密仪器与机械学系、机械工程系和汽车工程系组成机械工程学院。
- 1998年10月，热能工程系和工程力学系并入机械工程学院。
- 2003年，成立工业工程系。
- 2004年5月18日，力学工程系划归新成立的航天航空学院。

## 系
学院共有5个系：
- 机械工程系
- 精密仪器与机械学系
- 汽车工程系
- 热能工程系
- 工业工程系

## 李兆基科技大楼

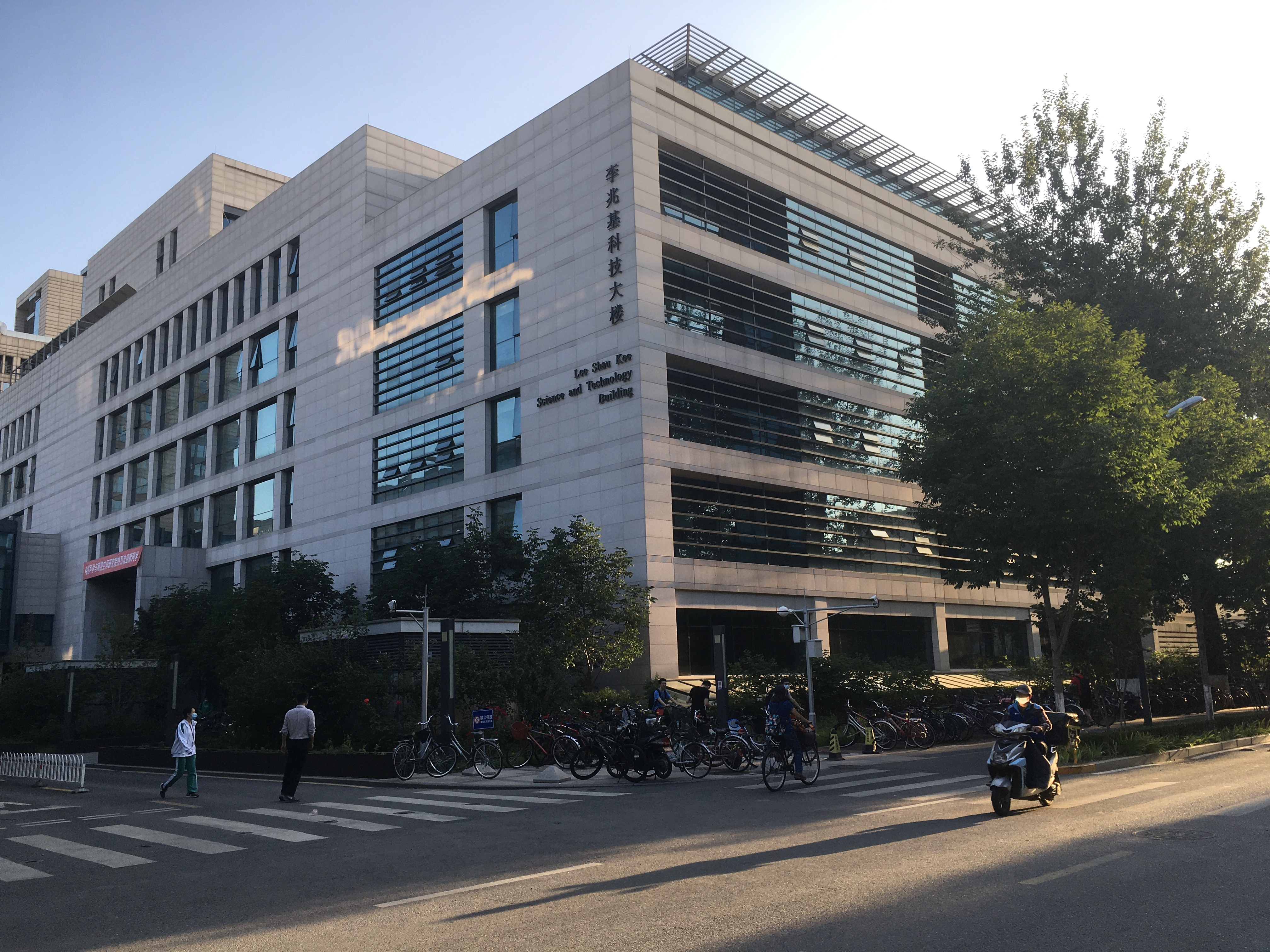
李兆基科技大樓

李兆基科技大楼是機械學院的院館，位于清华大学校园东南区域，地下4层，地上10层，用地面積近2萬平方米，建筑面积约11万平米公尺，其中地上面積6萬5千平方公尺，是清华大学面积最大的單體建筑物。李兆基科技大楼于2012年12月开工，2014年9月完成主体结构工程，2015年10月正式落成启用。
李兆基科技大楼是由香港企業家李兆基博士捐贈3億人民幣而建成的。2011年4月清华百年校庆期间，李兆基决定向清华捐资兴建“李兆基科技大楼”。